# 北京大学人民医院
北京大学人民医院是位于中国北京市的三级甲等医院，同时承担北京大学第二临床医学院的任务。医院有多个院区。

## 历史
该医院的前身为中央医院，1915年由伍连德倡议兴建，1916年奠基，1917年建成，1918年1月27日正式开业，伍连德任首任院长。该医院由曹汝霖发起，20多人出资兴建。其地址位于今阜成门内大街133号。该医院是中国人在北京创办的第一所新式医院。1946年，该医院更名为中和医院。1950年更名为中央人民医院。1956年更名为北京人民医院。1958年更名为北京医学院附属人民医院（北京医学院第二附属医院）。1985年更名为北京医科大学人民医院（北京医科大学第二临床医学院）。1994年3月26日，卫生部批准为“三级甲等医院”。2000年更名为北京大学人民医院（北京大学第二临床医学院）。

## 白塔寺院区
北京大学人民医院在西城区阜成门内大街133号的老院址如今是西城区文物保护单位。该建筑坐北朝南，为钢筋混凝土结构，是典型的美国式医院建筑。该建筑东西长80米，最宽处为27米，平面呈对称展翅蝴蝶状，砖柱式立面装饰，前楼窗户起拱，有平拱以及圆弧拱。中部向前突出，东西两端是燕尾式，该楼背后为三个短翼。原来有《创建中央医院记》石碑。1946年，在主楼两翼各加建了一层病房，1953年又将主楼背后的两个短翼扩建为三层楼。原主楼是地上四层，带地下室。1980年代，主楼在维修时发生火灾，烧毁一层，故改为如今的地上三层。

## 西直门院区
西直门院区位于西城区西直门南大街11号，是1991年建立的，建筑面积6万余平方米，床位690张。

## 清河院区
清河院区（又称为“清河医院”）位于海淀区昌平路南段36号，占地20000平方米，建筑面积75000平方米，于2013年12月29日正式投入使用。此院区是由以社会资本主办与公立医院管理相结合的一家非营利性医疗机构。

## 北院区（已失效）
2015年年末开工的北京大学人民医院北院区位于昌平区回龙观镇1818街区（与京藏高速公路和北京地铁13号线相邻），占地面积5.43公顷，建筑面积14万余平方米，计划设立800张床位，目前为首都医科大学附属北京积水潭医院新龙泽院区。

## 通州院区
北京大学人民医院通州院区位于漷城西一路与漷马路交叉口，总建筑面积为119888平方米，由医疗主楼和行政科研楼两栋单体工程组成，计划设立800张床位。通州院区将设立创伤急救中心、妇产生殖产前诊疗中心、肿瘤放化疗生物治疗中心三大中心。通州院区于2020年10月底完工。

## 石家庄医院
2022年6月26日上午，北京大学人民医院石家庄医院揭牌仪式在石家庄市人民医院建华院区举行。